# Barton Turf
Barton Turf – wieś w Anglii, w hrabstwie Norfolk, w dystrykcie North Norfolk. Leży 19 km na północny wschód od Norwich i 177 km na północny wschód od Londynu.
Miejscowość liczy 480 mieszkańców.